# 平阳镇 (阜平县)
平阳镇，是中华人民共和国河北省保定市阜平县下辖的一个乡镇级行政单位。

## 行政区划
平阳镇下辖以下地区：
各老村、平阳村、上平阳村、铁岭村、王快村、山咀头村、台南村、北水峪村、白家峪村、立彦头村、冯家口村、土门村、罗峪村、北庄村、康家峪村、黄岸村、长角村、东板峪村、皂火峪村、白山村、车道村和石湖村。